# Vikt'or Sanik'idze
Vikt'or Sanik'idze (in georgiano ვიქტორ სანიკიძე?; Tbilisi, 1º aprile 1986) è un ex cestista georgiano.

## Carriera
È stato selezionato dagli Atlanta Hawks al secondo giro del Draft NBA 2004 (42ª scelta assoluta).
Esordisce in prima squadra nel 2002 con l'Academy Tbilisi in Georgia dove rimane per una stagione. Nel 2003 si trasferisce in Francia al Digione per restarci sino al 2006 anno in cui passa al Campionato spagnolo con la casacca dell'Estudiantes Madrid; nel 2007-08 ritorna in Georgia per indossare la maglia della BC Dinamo Tbilisi. La stagione 2008-09 la affronta con la formazione estone del Tartu Rock.

### In Italia
L'estate del 2009 firma per la Virtus Bologna, formazione della Serie A italiana.
Dopo tre stagioni, nel  2012 viene ingaggiato dalla Mens Sana Basket con la quale firma un contratto biennale.
Al termine della stagione, non rientrando più nei piani della compagine senese rescinde il contratto e si accasa al Saragozza.

## Palmarès

### Squadra
- Campionato italiano: 1 (revocato)

Mens Sana Siena: 2012-2013
- Semaine des As: 1

Digione: 2004
- Coppa di Francia: 1

Jeanne d'Arc Dijon Bourgogne: 2006
- Coppa Italia: 1 (revocato)

Mens Sana Siena: 2013

### Individuale
- MVP Campionato georgiano

Dinamo Tbilisi: 2008
- Vincitore Slam Dunk All Star Game di Georgia

Dinamo Tbilisi: 2008